# جان رويتر

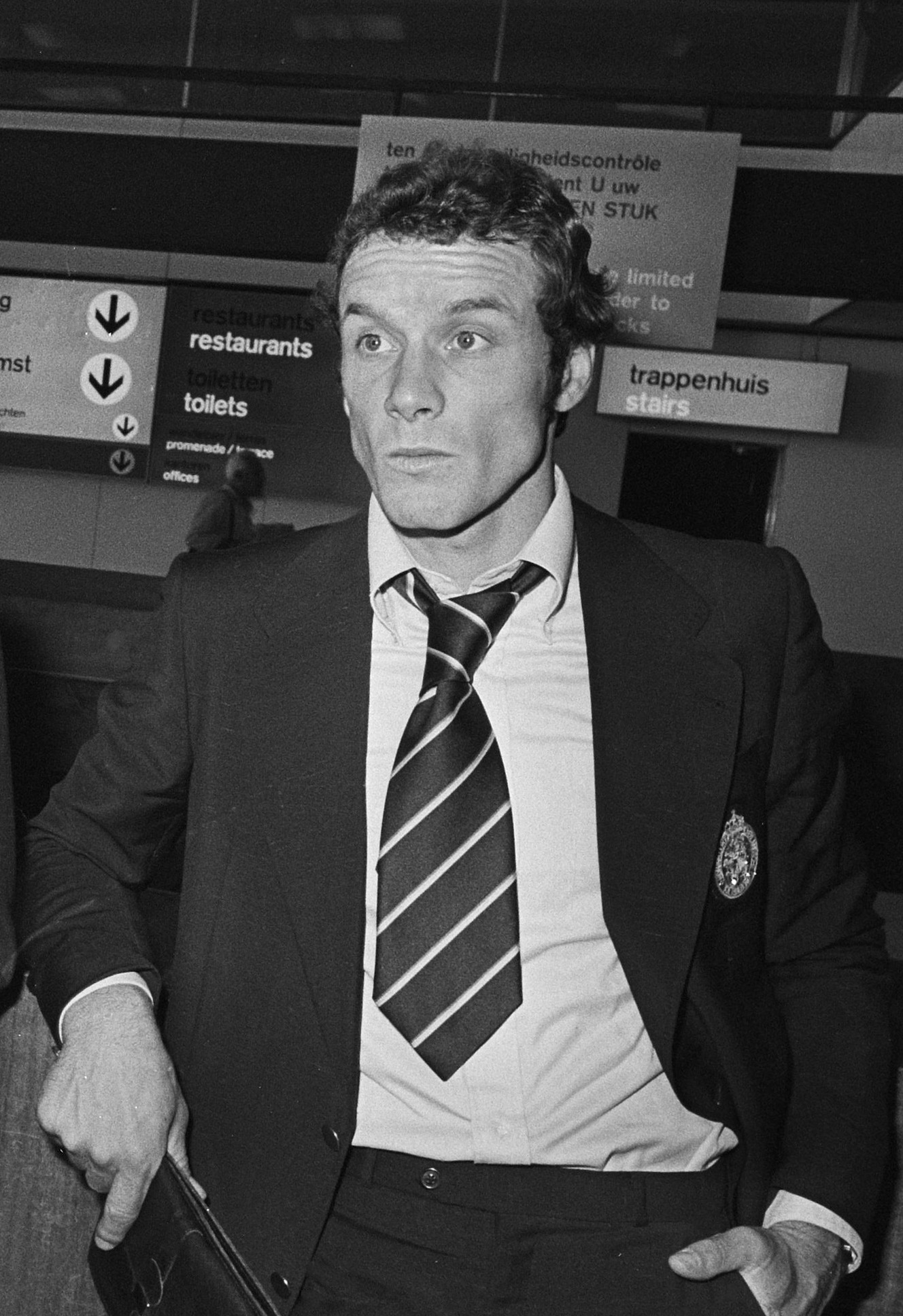
جان رويتر

جان رويتر (بالهولندية: Jan Ruiter)، من مواليد 24 نوفمبر 1946، لاعب كرة قدم هولندي سابق.
لعب مع منتخب هولندا لكرة القدم.

## روابط خارجية
- جان رويتر على موقع الاتحاد الأوربي (الإنجليزية)
- جان رويتر على موقع قاعدة بيانات كرة القدم.إي يو (الإنجليزية)
- جان رويتر على موقع ناشيونال فوتبول تيمز (الإنجليزية)
- جان رويتر على موقع عالم كرة القدم.نت (الإنجليزية)